# Smilodon populator
Smilodon populator var ett stort kattdjur som levde i Sydamerika för cirka en miljon år till 10 000 år sedan. Förfadern smilodon fatalis bör ha vandrat över Panama för tre miljoner år sedan. Dess föda kan ha varit allt ifrån små Kvagga till Ullig mammut